# Enrique Martínez (militar)
Enrique Santiago del Carmen Martínez (Montevideo, 15 de julio de 1789 - Buenos Aires, 30 de noviembre de 1870) fue un militar rioplatense que participó en la guerra de independencia de la Argentina y en la Guerra Grande uruguaya.

## Sus inicios
Era hijo de Gaspar Martínez Fontes Bustamente y María de los Ángeles Dizido y Zamudio Velis. Casados en 1773, Enrique fue el quinto de seis hermanos.
Se incorporó al Regimiento de Dragones de Buenos Aires a los doce años de edad (1801) como cadete, durante la guerra contra Portugal y combatió durante las Invasiones Inglesas en la Reconquista de Buenos Aires en 1806 y en Maldonado, El Buceo, Montevideo y en la defensa de Buenos Aires en 1807. 
Mereció el ascenso a Porta - Guion de su Regimiento por su decidida actuación. 
En 1810 era capitán del regimiento de Patricios de Buenos Aires, fue Chispero en la Semana de Mayo y firmó la "Petición del Pueblo" logrando el Cabildo Abierto del 25 participando así en la gestación de la Revolución de Mayo. 
Intervino en el Sitio y Toma de la ciudad de Montevideo entre 1812 y 1814 que estaba en manos de los realistas, combatió en la batalla de Cerrito. 
Participó en la formación del Ejército de los Andes, desde 1815.

## Campañas en Chile y Perú

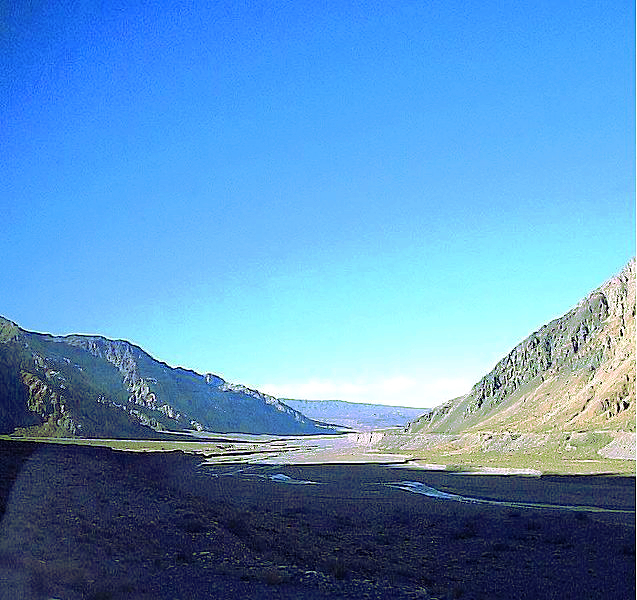
Fotografía del Paso de Uspallata, entre la Argentina y Chile, del año 2004.

Se unió al Ejército de los Andes en el regimiento dirigido por Miguel Estanislao Soler.
Hizo la campaña de José de San Martín atravesando los Andes en enero de 1817 para la restauración de Chile vía el cruce de la cordillera por el Paso de Uspallata bajo las órdenes del coronel Juan Gregorio de Las Heras y al frente de la vanguardia de la División cómo sargento mayor. 
Antes de alcanzar el territorio chileno, la División sostuvo un par de enfrentamientos con los realistas. El 24 de enero, en Picheuta (Mendoza), los hombres de Las Heras vencieron a una avanzada enemiga, enviada para conocer los movimientos del Ejército de los Andes. Al día siguiente, el mismo grupo atacó con éxito a otro grupo con el mismo objetivo, que se había situado en Potrerillos. El 2 de febrero de 1817, a las 3 de la mañana con sus hombres traspusieron la Cordillera de los Andes por el Paso de Uspallata y avanzaron por donde está ubicado actualmente el Cristo Redentor de los Andes, ingresando en Chile.
El 4 de febrero, al ponerse el sol, el batallón del sargento mayor Enrique Martínez —en el que revistaba, entre otros, el teniente Román Deheza— atacó con 150 fusileros y treinta granaderos el primer puesto español custodiado de Guardia Vieja (actual localidad chilena del mismo nombre) el cual fue tomado por asalto durante el combate que duró una hora y media a sable y bayoneta, durante el cual veinticinco de los cien realistas murieron, mientras que cuarenta y tres fueron hechos prisioneros. El resto huyó (según la versión patriota) o logró escapar (de acuerdo con el parte de los realistas) mientras que Los patriotas no tuvieron bajas. 
Luego de este combate, por orden del capitán general José de San Martín, el sargento mayor Martínez se replegó a Juncalillo a la espera de que el grueso del Ejército de los Andes descendiera de la cordillera. Las Heras volvió el 6 de febrero a Guardia Vieja y avanzó sobre Santa Rosa de los Andes (actual Los Andes). El 8 de febrero entró en Santa Rosa de los Andes y se apoderó de los depósitos de armas, municiones y víveres abandonados por el ejército realista.
Martínez luchó en las batallas de Chacabuco, Curapaligüe, Gavilán, Concepción, Talcahuano, Quechereguas, Talca, Cancha Rayada y Maipú. Fue ascendido al grado de coronel.
Al comenzar el año 1820, con el ejército listo para comenzar la campaña de liberación de Perú, San Martín recibió la noticia de la caída del Directorio de las Provincias Unidas del Río de la Plata. Por ello el 2 de abril reunió a sus oficiales en Rancagua (Chile), donde les presentó su renuncia como comandante y les pidió que le nombraran un reemplazante. Martínez encabezó la negativa, argumentando que el mando de San Martín le había sido otorgado por el pueblo, lo que fue confirmado por todos los oficiales ratificando de ese modo su condición de Jefe del Ejército de los Andes firmando los principales jefes del ejército tal acuerdo conocido como el Acta de Rancagua.
Casi inmediatamente, San Martín comenzó la campaña del Perú. Martínez formó parte de la Expedición Libertadora al Perú. Desembarcando en Paracas, participó en los Movimientos de Tropa y Acciones de Guerra en Pisco, Ancón, Huacho, Vilcahuara, Chancay, Quipico, en la defensa de Lima, Huaura, luchó en el asalto a El Callao, San Borja, Quebrada del Caballero, Calama, Torata y Moquehua. En 1822 fue gobernador de la provincia de Trujillo, y poco después San Martín lo ascendió a general de brigada y le otorgó una medalla de oro y brillantes con la leyenda "Yo fui del Ejército Libertador" a los 32 años de edad, y dos meses más tarde lo declaró "Fundador de la Orden del Sol", del Perú.
Quedó al mando del ejército de Lima cuando el general Rudecindo Alvarado dirigió la campaña "de Puertos intermedios". Debido a que privilegió a los oficiales en el pago de sueldos cuando los soldados llevaban meses sin cobrar, se produjo la sublevación de la guarnición del Callao, que entregó esa plaza a los realistas y obligó a evacuar Lima. Estuvo a punto de ser asesinado por los rebeldes. Por esa rebelión se perdió Lima y el Callao fue la última plaza leal a España en caer en América continental.
Renunció al ejército y regresó de Lima llevando a Buenos Aires las últimas tropas del Ejército de los Andes entrando a Buenos Aires a cargo del regimiento de Granaderos a Caballo y del batallón Río de la Plata el 7 de febrero de 1826. En su camino, publicó en Santiago de Chile una justificación de su actuación frente a la sublevación del Callao.

## Regreso al Río de la Plata
En julio de 1827, el gobernador Manuel Dorrego lo nombró su Ministro de Guerra y Marina de la Provincia de Buenos Aires. Poco después, durante la Guerra del Brasil, pasó al ejército de la Banda Oriental, después de la campaña de Ituzaingó, y realizó una campaña en el norte de ese territorio.
Fue designado Comandante del "Primer Cuerpo del Ejército Republicano en operaciones entre la Banda Oriental y el Brasil" en la guerra contra el Imperio desplazando militarmente a las tropas brasileñas de Las Piedras, Yaguarón, Cerro de María, Pintos donde el general Martínez tomó prisionero al legendario guerrillero Juca Teodoro-San Miguel, Potreros y Laguna Merim. 
Sitió posteriormente Montevideo, pero no consiguió tomar la ciudad.
El 1 de diciembre de 1828 fue el segundo jefe del general Juan Lavalle, durante la revolución que derrocó a Dorrego, y logró la rendición de los ministros Tomás Guido y Juan Ramón Balcarce. El gobernador Lavalle, lo nombró inspector de armas de la provincia. Al poco tiempo se pasó a la oposición, siendo Federal "lomo negro" Lavalle lo exilió a Montevideo en febrero de 1829, aunque le permitió regresar en julio. Estuvo a punto de perecer en el naufragio de la goleta que lo llevaba de vuelta a Buenos Aires.
A la caída del jefe unitario, apoyó al nuevo gobernador Juan José Viamonte. Acompañó a Juan Ramón Balcarce como jefe de Estado Mayor en la campaña de Córdoba, contra el general José María Paz y su Liga Unitaria del Interior.
Cuando Balcarce fue nombrado gobernador, en 1832, lo nombró su  ministro de guerra y marina. Se enfrentó al sector dirigido por Juan Manuel de Rosas y, con la alianza de algunos unitarios, intentó formar un partido federal independiente. Sus principales aliados eran los generales Tomás de Iriarte y Manuel Olazábal.
Negó toda ayuda a la campaña de Rosas al Desierto y convenció a Balcarce de unirse a su proyecto. Participaron en las elecciones legislativas con una lista federal sin los amigos de Rosas, y vencieron a la lista de éstos con la ayuda de la presión de los regimientos leales. Curiosamente, el primer candidato en ambas listas era el mismo Rosas.
Pero Rosas no abandonó su proyecto y logró hacer toda la campaña que había planeado. Eso les dio fuerza a sus partidarios, que se enzarzaron en una lucha periodística contra el gobierno. La justicia enjuició a varios diarios opositores, entre ellos uno llamado "El Restaurador de las Leyes", título honorífico que usaba Rosas. Las protestas por los nombres confundidos precipitó el inicio de la Revolución de los Restauradores. El gobierno decidió resistir, pero los jefes militares se pasaron al bando contrario y sitiaron la ciudad.
Finalmente, Balcarce renunció el 3 de noviembre de 1833. Martínez se exilió en Entre Ríos y poco después en Uruguay.

## En el Uruguay y regreso a Buenos Aires
Vivió alejado de la política por un tiempo y apoyó al gobierno legal de Manuel Oribe, pero después entró en los planes de los emigrados unitarios y se unió a las fuerzas rebeldes de Fructuoso Rivera. Participó a su lado en las batallas de Carpintería y Palmar y, tras la renuncia de Oribe, fue ministro de guerra de Rivera, miembro de la Asamblea de Notables y del Consejo de Estado.
Luchó como jefe de la reserva de Rivera en la victoria de Cagancha sobre Pascual Echagüe, y más tarde participó de la defensa de la ciudad de Montevideo durante la Guerra Grande. En 1847 fue nombrado ministro de guerra del último gobierno de Rivera, y fue arrestado cuando el jefe "colorado" fue expulsado.
Apoyó la elección de Venancio Flores en 1852 como presidente del Uruguay, y éste lo volvió a nombrar ministro de guerra. Regresó a Buenos Aires, y en 1857 el gobernador Valentín Alsina lo nombró inspector general del ejército del Estado de Buenos Aires.

## Últimos años

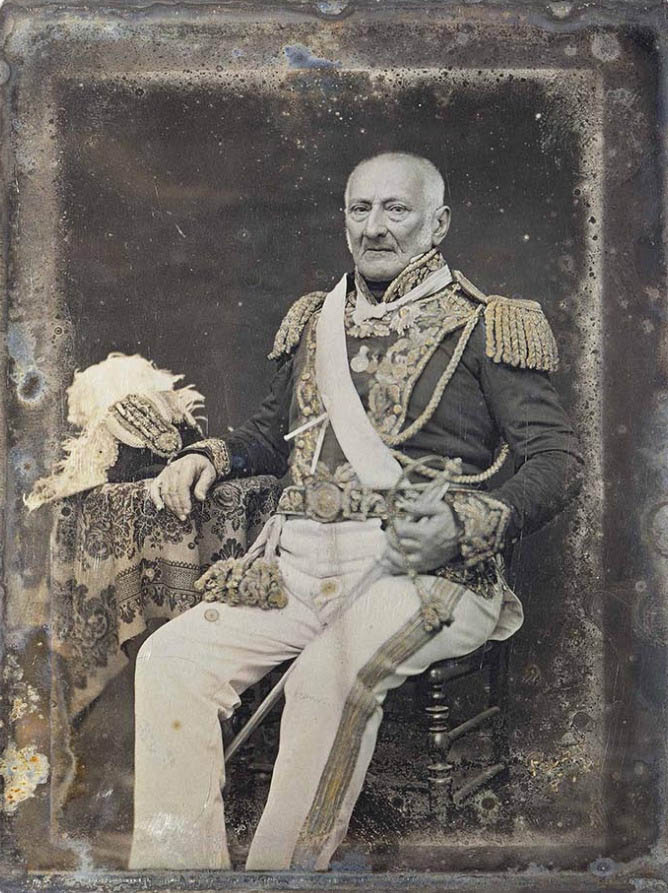
El brigadier general Enrique Martínez vestido de gala.

Pasó a retiro poco antes de la batalla de Pavón. El gobernador de la Provincia de Buenos Aires encargado del gobierno nacional, Bartolomé Mitre, lo designó padrino de la ceremonia de inauguración del monumento al general San Martín en la plaza que hoy lleva su nombre el 13 de julio de 1862, pronunciando una vibrante arenga.
En su vejez escribió sus Memorias, y colaboró con Bartolomé Mitre en su Historia de San Martín. Su hijo, el general Julián Martínez, fue ministro de guerra en 1866, pero murió antes que su padre. 
Se había casado con Francisca Antonia del Río Torres, con quien tuvo a su primer hijo Julián Pelayo Martínez del Río el 9 de enero de 1807. Y en segundas nupcias, con Mercedes Ugarte con quien tuvo siete hijos Josefa Martínez en 1820 Provincia de Entre Ríos Argentina, Eugenia Martínez, Angela Martínez, en 1837 en Uruguay, Enriqueta Martínez en 1842 en Uruguay, Mercedes Martínez, Enrique Justiniano Martínez y Fructuoso Martínez.
Falleció en Buenos Aires el 30 de noviembre de 1870 en los brazos de sus hijos y descendientes

## Homenajes
Una calle y una plazoleta en Buenos Aires recuerdan a este guerrero de la independencia. Curiosamente, la placa en esa plazoleta contiene el grave error histórico de situarlo como comandante e inspector del Ejército Argentino entre 1859 y 1861, época en que era solamente inspector de armas del Estado de Buenos Aires.
Una localidad en el departamento de Treinta y Tres en la República Oriental del Uruguay, lleva su nombre como forma de homenajearlo. El lugar es conocido también con el nombre de "Charqueada"